# مهناز ملک
مهناز ملک (انگلیسی: Mahnaz Malik؛ زادهٔ ۴ فوریهٔ ۱۹۷۷) وکیل و مؤلف اهل بریتانیا است. او برای برقراری ارتباط بین بریتانیا و پاکستان از سال ۲۰۰۰ میلادی تاکنون مشغول فعالیت بوده است.